# Fossa cranii posterior
Die Fossa cranii posterior (lat., „hintere Schädelgrube“), bei Tieren als Fossa cranii caudalis bezeichnet, wird von den Schädelknochen Hinterhauptbein (Os occipitale), Schläfenbein (Os temporale) und Keilbein (Os sphenoidale) gebildet. Zentral liegt das Foramen magnum (Hinterhauptsloch), durch welches die ins Rückenmark übergehende Medulla oblongata das Schädelinnere verlässt. Die Kleinhirnhemisphären prägen beiderseits des Hinterhauptsloches jeweils eine Grube (Fossa cerebellaris). Zwischen diesen liegt ein nach dorsal aufsteigender Knochenkamm (Crista occipitalis interna), der in einem deutlichen Knochenvorsprung (Protuberantia occipitalis interna) endet. Dieser Vorsprung ist ein Kreuzungspunkt von Knochenrinnen, in denen wichtige venöse Blutleiter liegen. An den von der Protuberantia occipitalis interna ausgehenden Knochenleisten sind die sogenannte Hirnsichel (Falx cerebri) sowie das ebenfalls aus harter Hirnhaut (Dura mater) bestehende Kleinhirnzelt (Tentorium cerebelli) fixiert. Die vordere Begrenzung der hinteren Schädelgrube bildet beiderseits die Felsenbeinpyramide des Schläfenbeins (Pars petrosa ossis temporalis), sowie der zwischen den Pyramidenspitzen liegende Clivus, der von Teilen des Hinterhauptbeines und des Keilbeines gebildet wird und dem die Hirnteile Brücke und Medulla oblongata aufliegen.

## Schädeldurchtritte

Schädelbasis, Fossa cranii posterior (grün)

| Durchtrittsstelle             | Inhalt |
| Foramen magnum                | Medulla oblongata Arteria vertebralis Arteria spinalis anterior Arteria spinalis posterior                                         |
| Foramen jugulare              | Sinus petrosus inferior Nervus glossopharyngeus Nervus vagus Nervus accessorius Arteria pharyngea ascendens Vena jugularis interna |
| Porus acusticus internus      | Nervus facialis Nervus vestibulocochlearis Arteria labyrinthi Vena labyrinthi                                                      |
| Canalis nervi hypoglossi      | Nervus hypoglossus |
| Canaliculus tympanicus        | Nervus tympanicus |
| Canaliculus mastoideus        | Ramus auricularis des Nervus vagus                                                                                                 |
| Canaliculi caroticotympanici  | Nervi caroticotympanici (sympathisch)                                                                                              |
| Apertura canaliculi vestibuli | Saccus endolymphaticus |